# Xã Penn, Quận Highland, Ohio
Xã Penn (tiếng Anh: Penn Township) là một xã thuộc quận Highland, tiểu bang Ohio, Hoa Kỳ. Năm 2010, dân số của xã này là 1.409 người.